# Club Sportivo 2 de Mayo
Maillots
Actualités
Le Club 2 de Mayo est un club paraguayen de football basé à Pedro Juan Caballero.

## Palmarès
- Championnat du Paraguay D2 :
  - Champion (1) : 2005.